# صلاح منتصر
صلاح منتصر، (6 أغسطس 1933 -15 مايو 2022) كاتب وصحفي مصري شهير بجريدة الأهرام وصاحب عمود يومي بعنوان مجرد رأي. ومن أشهرها (أنت سيد قرارك) المقررة على الثانوية العامة والتي تدعو إلى الإقلاع عن التدخين. كان منتصر صديقًا للكاتب المصري الراحل عبد الوهاب مطاوع. تبنى منتصر حملةً ضد التدخين ويركز على ذلك في عموده اليومي في كل شهر فبراير تزامنًا مع اليوم العالمي لمكافحة التدخين. كما كان عضوًا لمجلس الشورى وعضوًا للمجلس الأعلى للصحافة في مصر، ورئيسًا لمجلس إدارة المركز الإعلامي العربي. ولد منتصر وتربى في مدينة دمياط، في مصر. والتحق بكلية الحقوق ثم قام بالعمل مع الأستاذ حسنين هيكل كصحفي بمؤسسة الأهرام إلى أن وصل إلى أعلى دراجات الصحافة، ثم بدأ بالكتابة بعموده الشهير «مجرد رأي» والذي اشتهر به خلال السنوات الماضية. وقد كان منتصر عضوًا في نادي الروتاري ورئيسًا لتحرير مجلة (أكتوبر) ورئيس مجلس إدارة (دار المعارف) للطبع والنشر.

## من مؤلفاته
- توفيق الحكيم في شهادته الأخيرة، مركز الأهرام للترجمة والنشر، 1996
- الشعب يجلس على العرش، الهيئة العامة للكتاب، 1997
- كلام في الوقت الضائع، مكتبة الأسرة، 1999
- الذين غيروا في القرن العشرين ، مركز الأهرام للترجمة والنشر، 2000. ويعرض فيه بطريقه شيقة أهم الأحداث وأهم الشخصيات التي أثرت في القرن العشرين ويلقي الضوء أيضا على أهم الاختراعات التي أثرت في هذا القرن.
- من عرابي إلى عبد الناصر: قراءة جديدة للتاريخ، دار الشروق، 2005
- حكايات الأيام، الهيئة المصرية العامة للكتاب، 2008
- حكايات عمر
- مبارك من الصعود إلى القمة إلى السقوط للهاوية
- صباح الخير يا بلد، الهيئة المصرية العامة للكتاب، 2010
- رحلتي إلى آخر العالم، مركز الأهرام للترجمة والنشر، 2011
- الصعود والسقوط من المنصة إلى المحكمة، مؤسسة المصري للصحافة والطباعة والنشر والإعلان والتوزيع، 2011

## وفاته
توفي صلاح منتصر يوم الأحد الموافق 15 مايو 2022، بعدما نُقل إلى العناية المركزة نظرًا لتعرضه لوعكة صحية عن عمر يناهز 88 عاما.